# Аразмамед, Мамедтувак оглы
Мамедтувак оглы Аразмамед (1922 — ?) — капитан рыболовного сейнера «Чимкент» рыболовецкого колхоза «Верховный Совет» Кизыл-Атрекского района Туркменской ССР, Герой Социалистического Труда (13.04.1963).
С 14-летнего возраста работал в рыболовецком колхозе поваром и рыбаком. В 1948 году окончил курсы судоводителей и был назначен помощником капитана рыболовного сейнера.
С 1950 года капитан рыболовного сейнера «Чимкент» рыболовецкого колхоза «Верховный Совет» Кизыл-Атрекского района Туркменской ССР.
В 1954 и 1955 годах — участник ВСХВ, награжден большими серебряными медалями и ценными подарками.
Его команда в водах Туркмении в числе первых начала осваивать способ добычи кильки на свет по методу, предложенному профессором П. Г. Борисовым.
Начиная с 1956 года, экипаж сейнера «Чимкент» выполнял текущий ремонт своими силами, не заходя на ремонтную базу, что позволяло экономить время и деньги.
Образцово ухаживая за орудиями лова, бережно расходуя топливо и смазочные материалы, команда «Чимкента» сэкономила в 1962 г. 3,8 тыс. рублей.
Капитан «Чимкента» лично подготовил для колхоза нескольких судоводителей, проведя с ними полный курс обучения.
За выдающиеся достижения в работе Указом Верховного Совета СССР от 13.04.1963 присвоено звание Героя Социалистического Труда.